# T. Jefferson Parker

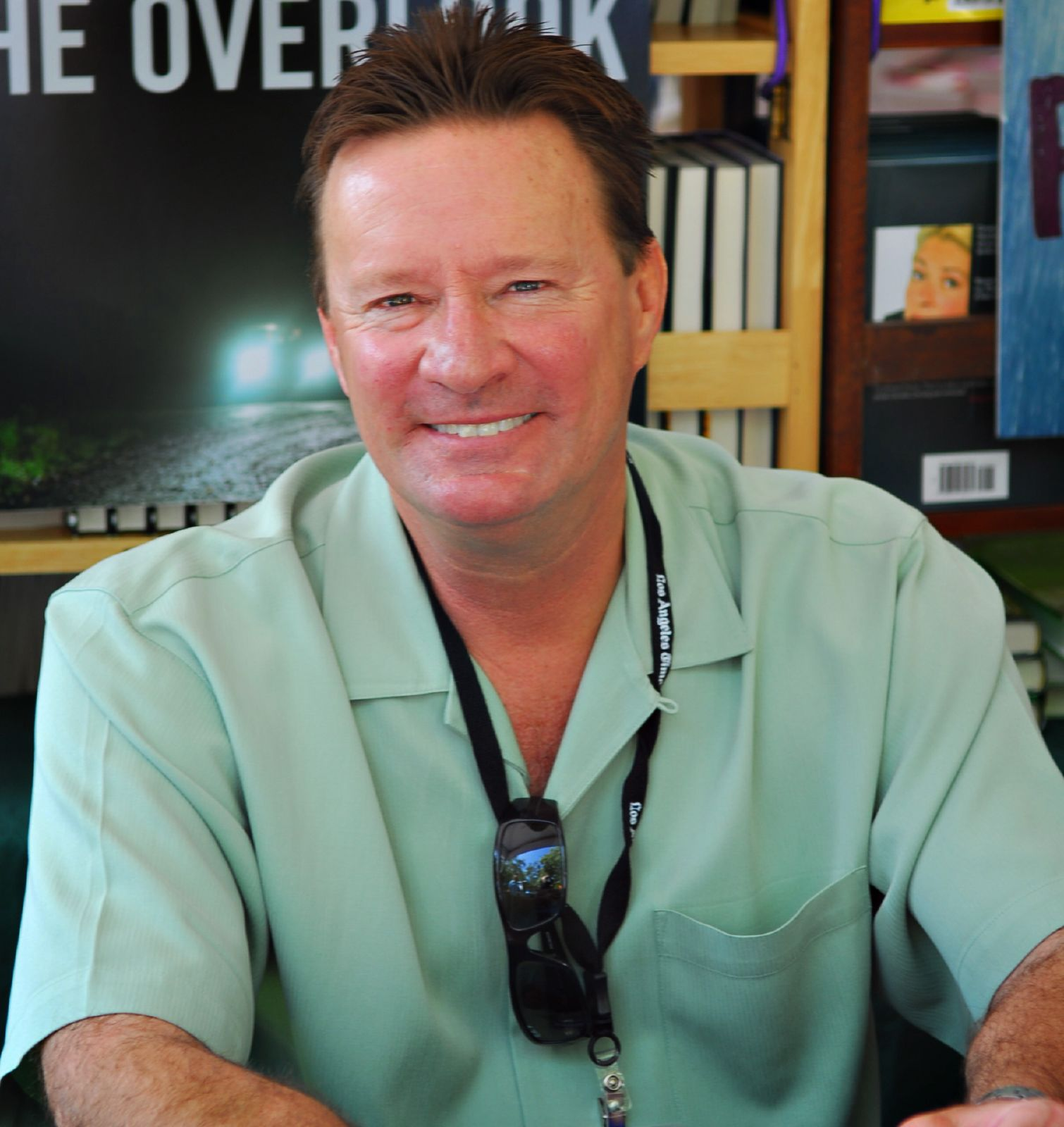
T. Jefferson Parker (2008)

T. Jefferson Parker (* 1953 in Los Angeles, Kalifornien) ist ein US-amerikanischer Journalist und Kriminalschriftsteller (Das „T“ in seinem Namen ist ohne Bedeutung, es wurde von seinen Eltern lediglich aus optischen Gründen hinzugefügt).

## Leben
Parker wuchs in Orange County in Südkalifornien auf, wo er eine staatliche Schule besuchte, ehe er ein Studium der englischen Sprache an der University of California in Irvine (Kalifornien) aufnahm. 1976 schloss er sein Hochschulstudium mit dem Bachelor ab.
Beim The Newport Ensign, einer Wochenzeitung aus Newport Beach, deren Erscheinen 1989 eingestellt wurde, begann er 1978 als Nachwuchsreporter und war hauptsächlich für die Polizeiberichterstattung eingesetzt. Sein Wechsel zur Tageszeitung Daily Pilot brachte ihm dreimal den Orange County Press Club Award, eine Auszeichnung für hervorragende Presseberichterstattung.
Noch während seiner journalistischen Arbeit begann Parker Stoff für seinen ersten Roman zu sammeln und in seiner Freizeit zu schreiben. Mit Laguna Heat (dt. Feuerkiller) veröffentlichte er 1985 seinen ersten, sogleich erfolgreichen Roman, der 1987 von Simon Langton verfilmt wurde (dt. Titel: Laguna brennt).
Parker wurde 1992 in die Riege der bedeutenden ehemaligen Studierenden der University of California aufgenommen.

## Werke

### Merci Rayborn-Serie
- 1999 The Blue Hour (dt. Blaue Stunde. Ullstein, München 2002, ISBN 3-548-25677-5)
- 2000 Red Light (dt. Rote Schatten. Ullstein, München 2004, ISBN 3-548-25810-7)
- 2002 Black Water (dt. Schwarze Wasser. Ullstein, Berlin 2004, ISBN 3-548-25894-8)

### Charlie Hood-Serie
- 2008 L. A. Outlaws
- 2009 The Renegades
- 2010 Iron River
- 2011 The Border Lords
- 2012 The Jaguar
- 2013 The Famous and the Dead

### Roland Ford-Serie
- 2017 The Room of the White Fire
- 2018 Swift Vengeance
- 2019 The Last Good Guy

### Einzelwerke
- 1985 Laguna Heat (dt. Feuerkiller. Goldmann, München 1987, ISBN 3-442-08791-0)
- 1988 Little Saigon (dt. Die Saat des Drachen. Goldmann, München 1990, ISBN 3-442-32515-3)
- 1991 Pacific Beat (dt. Todesrosen. Droemer Knaur, München 1993, ISBN 3-426-60034-X)
- 1993 Summer of Fear (dt. Sommer der Angst. Droemer Knaur, München 1995, ISBN 3-426-67045-3)
- 1996 The Triggerman's Dance (dt. Weinsteins Mission. Droemer Knaur, München 1998, ISBN 3-426-60643-7)
- 1998 Where Serpents Lie
- 2001 Silent Joe[5] (dt. Der stille Mann. Ullstein, München 2002, ISBN 3-548-25410-1)
- 2003 Cold Pursuit (dt. Die kalte Gier. Ullstein, Berlin 2005, ISBN 3-548-25952-9)
- 2004 California Girl
- 2006 The Fallen[6]
- 2007 Storm Runners
- 2014 Full Measure
- 2016 Crazy Blood

## Auszeichnungen
- 2001 Los Angeles Times Book Prize – Kategorie Mystery/Thriller für Silent Joe (dt. Der stille Mann)
- 2002 Edgar Allan Poe Award – Kategorie Best Novel für Silent Joe (dt. Der stille Mann)
- 2005 Edgar Allan Poe Award – Kategorie Best Novel für California Girl
- 2009 Edgar Allan Poe Award – Kategorie Best Short Story für Skinhead Central
- 2018 Shamus Award – Kategorie Best P.I. Hardcover Novel für The Room of White Fire

Von der The Southern California Independent Booksellers Association wurde Parker auf besondere Art geehrt: Sie benannte ihre jährliche Literaturauszeichnung in der Kategorie Mystery/Thriller mit T. Jefferson Parker Book Award und würdigte damit seine Verdienste um das Genre als kalifornischer Schriftsteller, dessen Plots auch in Kalifornien angesiedelt sind.